# Lauri Jaakko Kivekäs
Lauri Jaakko Jooseppi Kivekäs (jusqu'en 1926 Stenbäck; né le 7 juillet 1903 à Muuruvesi – mort le 12 février 1998) est un juge suppléant et entrepreneur finlandais.

## Biographie
Il est ministre du commerce et de l'industrie du gouvernement von Fieandt (1957–1958) et du Gouvernement Kuuskoski (1958).
Il a aussi été :
- Directeur de Sarvis Oy, 1941–1966
- Président de la Confédération des industries finlandaises
- Président de Nokia, 1966–1977.
- Membre du comité de direction de Lokomo, 1938–1970